# Esther Peña
Esther Peña Camarero (Burgos, 12 de julio de 1980) es una política y socióloga española, portavoz del PSOE en 2018, 2019,  2024 y 2025 y secretaria general del PSOE de Burgos desde 2015, año en el cual tomó posesión de su escaño en el Congreso de los Diputados.

## Biografía

### Formación y trayectoria profesional
Licenciada en Sociología por la Universidad de Salamanca, es también experta universitaria en Servicios Sociales por la Universidad de Burgos, experta universitaria en Integración Laboral por la Universidad del País Vasco y especialista agente de desarrollo local por la Universidad de Alcalá de Henares.
Es titulada en Defensa Nacional en la promoción XXXVIII de CESEDEN y ha realizado el programa de Liderazgo en Emprendimiento e Innovación de Deusto Business School.
Ha ejercido durante casi una década como técnico en el Instituto Nacional de Estadística (INE). También ha desempeñado su labor profesional en diferentes programas para colectivos en exclusión en organizaciones empresariales (CVE) y sindicales (UGT) hasta el año 2015 que se incorpora, de manera exclusiva, como diputada nacional por Burgos.
Tras su estancia durante tres años en la República Dominicana por motivos laborales de su padre, ha seguido manteniendo el contacto con el país, colaborando de manera voluntaria con diferentes proyectos sociales.

### Carrera política
A nivel político, entre 2005 y 2008 fue secretaria de Organización de Juventudes Socialistas de Burgos y secretaria ejecutiva del PSOE de Castilla y León, entre 2008 y 2012 secretaria de Política Municipal y entre 2012 y 2014 secretaria de Organización de la Comisión Ejecutiva Provincial del PSOE.
Entre 2007 y 2015 fue diputada provincial de Burgos y concejala en el Ayuntamiento de Modúbar de la Emparedada. 
En 2015 encabezó la lista del PSOE por Burgos al Congreso, y desde entonces ha ocupado ese puesto acompañada de Agustín Zamarrón (2019-2023) y Álvaro Morales (desde 2023).
Ha sido portavoz del Comité Electoral del PSOE entre 2018 y 2019. Actualmente es portavoz nacional del PSOE y miembro de la Comisión Ejecutiva Federal del partido.
Forma parte de la delegación española en la Asamblea Parlamentaria del Consejo de Europa, encargándose de los temas de igualdad y empleo. También formó parte de la delegación española en la Asamblea Parlamentaria de la OTAN.

#### Congreso de los Diputados
Actualmente es presidenta de la Comisión de Transportes y Movildad Sostenible del Congreso de los Diputados.
Desde 2016 hasta 2024 fue portavoz de Trabajo y Economía Social del Grupo Parlamentario Socialista en el Congreso.
Ha sido ponente socialista en diferentes leyes como la Reforma Laboral, la Ley de Teletrabajo, la Ley Rider, la Ley de Empleo Fondo de Compensación del Amianto, Ley para el reconocimiento efectivo del tiempo de prestación del servicio social de la mujer en el acceso a la pensión de jubilación parcial o en la Ley Orgánica de derogación del artículo 315 apartado 3 del Código Penal. Ha participado en jornadas relacionadas con el futuro del trabajo, el mercado laboral digital o los algoritmos y la empleabilidad.
Es titular de la Diputación Permanente. También ha ejercido como secretaria primera de la Comisión de Defensa.